# Grzegorz Kacała

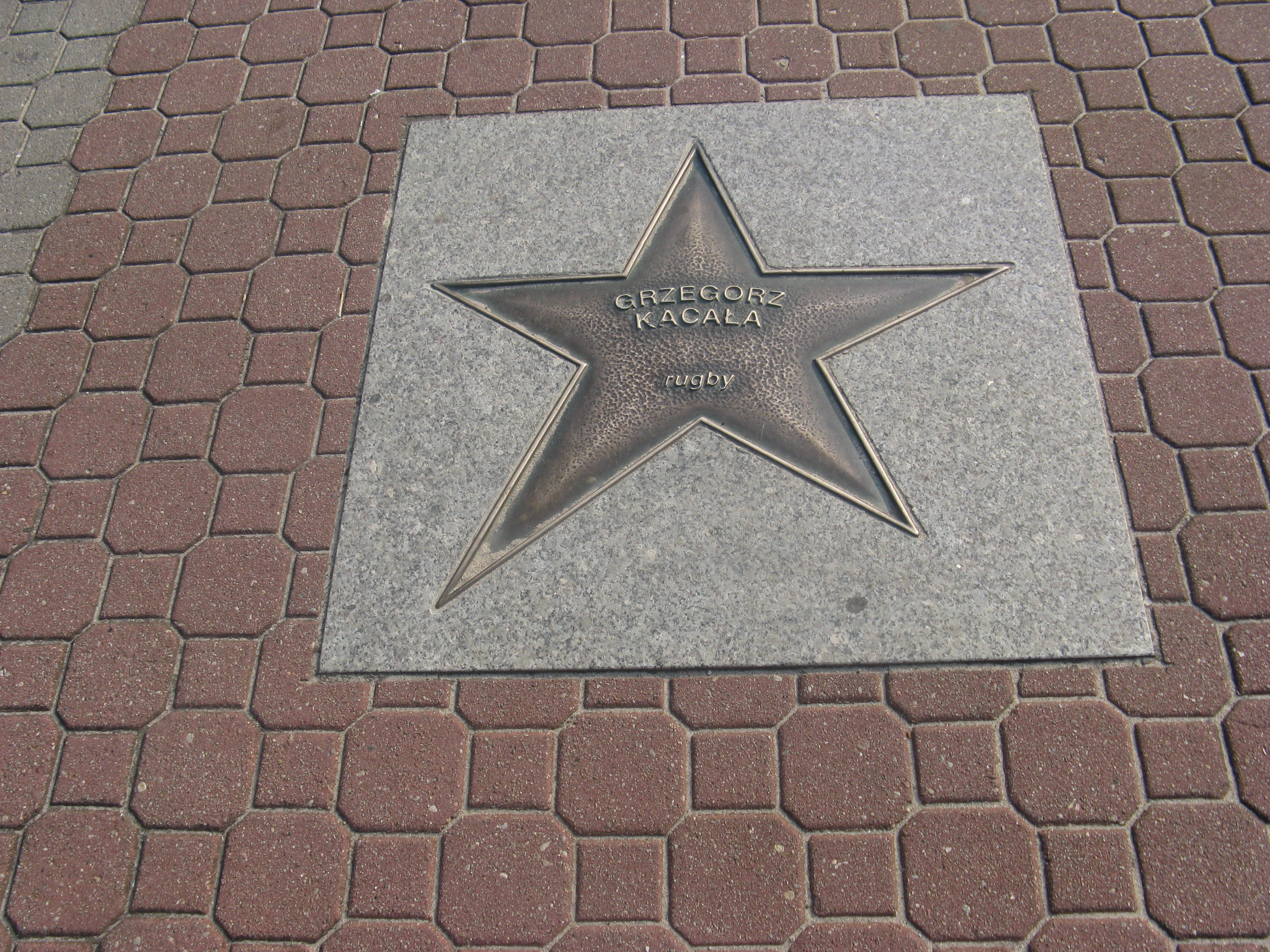
Gwiazda w Alei Gwiazd Sportu we Władysławowie

Grzegorz Kacała (ur. 15 marca 1966 w Sopocie) – polski rugbysta (przede wszystkim rugby union, okazjonalnie również rugby league), grający na pozycji skrzydłowego trzeciego rzędu i uchodzący za najwybitniejszego polskiego rugbystę w historii. Zdobywca Pucharu Heinekena w sezonie 1996/97 i najlepszy zawodnik meczu finałowego.

## Kariera zawodnicza
Rugby w wersji union zaczął trenować w Lechii Gdańsk, lecz z racji sporego talentu dość szybko przeniósł się do znacznie silniejszego Ogniwa Sopot, w barwach którego zadebiutował w rozgrywkach seniorskich i polskiej „ekstraklasie”, a także odniósł pierwsze sukcesy. W latach 1985–1993, 6-krotnie wywalczył mistrzostwo Polski (1987, 1989, 1990, 1991, 1992, 1993), jeden raz wicemistrzostwo (1988) i brązowy medal (1986) oraz 5-krotnie Puchar Polski (1987, 1988, 1989, 1991, 1993). W sierpniu 1989 r. - dzięki pomocy Marka Płonki - wyjechał do Francji, w latach 1989–1997 występując w drużynach z tego kraju. Początkowo (1989–1992) był zawodnikiem I-ligowego Club Olympique Le Creusot, następnie (1992–1995) rugbistą FC Grenoble Rugby, z którym w sezonie 1992/93 zdobył wicemistrzostwo Francji, przegrywając 14:11 spotkanie finałowe z Castres Olympique z powodu błędu sędziego, co jest uważane za jeden z największych skandali we francuskim rugby. Na początku 1996 r. przeszedł do Paris Saint-Germain XIII, grającego w inauguracyjnej edycji Super League w rugby league. Po krótkim epizodzie w rugby league powrócił do rugby union, podpisując kontrakt z CA Brive, z którym odniósł największy sukces w karierze, zdobywając w edycji 1996/97 Puchar Heinekena i zostając wybranym najlepszym zawodnikiem meczu finałowego (wygrana 28:9 z Leicester Tigers). Później (1997–2002) grał w walijskim Cardiff RFC, zdobywając mistrzostwo Walii w sezonie 1999/2000. Był trenerem Ogniwa Sopot, Orkana Sochaczew i Lechii Gdańsk. W seniorskiej reprezentacji kraju w rugby union rozegrał 30 oficjalnych spotkań międzypaństwowych.